# Giorgio Tavecchio
Giorgio Tavecchio (Milano, 16 luglio 1990) è un ex giocatore di football americano e allenatore di football americano italiano che ha giocato nel ruolo di placekicker. Al college ha giocato a football per i California Golden Bears.

## Carriera

### Primi anni
Al college Tavecchio giocò a football con i California Golden Bears dal 2008 al 2011, laureandosi in economia politica. Dopo non essere stato scelto nel Draft NFL 2012, firmò un contratto triennale con i San Francisco 49ers. Dopo essere stato svincolato, il 26 marzo 2013 firmò un nuovo triennale con i Green Bay Packers Svincolato nuovamente firmò con i Detroit Lions il 1º gennaio 2014, venendo superato dal rookie Nate Freese  per il posto di kicker principale della squadra. Dal 2025 allena i kicker dei Vienna Vikings in ELF.

### Oakland Raiders
Il 27 agosto 2014 Tavecchio firmò con gli Oakland Raiders, in cui fu la riserva del veterano Sebastian Janikowski per tre stagioni. Dopo che questi si infortunò alla schiena nella pre-stagione 2017, Tavecchio fu promosso in prima squadra. La sua prima gara come professionista fu il 10 settembre contro i Tennessee Titans in cui trasformò 4 field goal su 4 tentativi, diventando il primo giocatore della storia a segnarne due da oltre 50 yard nella gara di debutto. Divenne così il primo italiano a segnare punti nella National Football League dopo Massimo Manca, che disputò tre partite con i Cincinnati Bengals durante lo sciopero dei giocatori del 1987. Per quella prestazione fu premiato come miglior giocatore degli special team della AFC della settimana.
Tavecchio segnò tutti i tentativi di field goal nei primi sei turni (pur sbagliando un extra point nella settimana 6, errore poi risultato decisivo ai fini del risultato finale), prima di trasformarne solamente uno su tre nella vittoria del settimo turno contro i Kansas City Chiefs. Nel nono turno, vinto contro i Miami Dolphins, stabilì un nuovo primato personale segnando dalla distanza di 53 yard. Tavecchio concluse la stagione regolare segnando 16 field goal su 21 tentativi. Il 3 agosto 2018, dopo che i Raiders misero sotto contratto il veterano Mike Nugent, fu svincolato.

### Atlanta Falcons
Il 27 agosto 2018 Tavecchio firmò con gli Atlanta Falcons. Il 1º settembre venne svincolato. Il successivo 16 ottobre venne rimesso sotto contratto dai Falcons per sostituire l'infortunato Matt Bryant. L'esordio di Tavecchio avvenne il 22 ottobre durante il Monday Night casalingo, contro i New York Giants al Mercedes-Benz Stadium. La partita si concluse 23-20 per Atlanta, con Tavecchio decisivo e capace di segnare nel complesso 2 extra point, e 3 field goal, rispettivamente dalle 40, 50 e 56 yard senza commettere alcun errore. L'ultimo field goal, realizzato da 56 yard, oltre ad essere il suo record in carriera, rappresentò il più lungo di un giocatore nella sua prima partita con una nuova squadra nelle ultime 40 stagioni Per questa prestazione fu premiato come miglior giocatore degli special team della NFC della settimana.In offseason Tavecchio divenne titolare, ma nelle partite di pre-stagione sbagliò quattro field goal e venne svincolato dai Falcons.

### Tennessee Titans
Il 10 novembre 2020 Tavecchio firmò con la squadra di allenamento dei Tennessee Titans. Il 26 novembre 2020 fu svincolato dai Titans.

### Seamen Milano
Il 30 marzo 2021 è stato annunciato il suo ingaggio da parte dei Seamen Milano per il campionato di Prima Divisione FIDAF 2021.

### Barcelona Dragons
L'8 luglio 2021 è stato annunciato il suo passaggio ai Barcelona Dragons della ELF.

## Palmares
- Giocatore degli special team della AFC della settimana: 1

1ª del 2017
- Giocatore degli special team della NFC della settimana: 1

7ª del 2018